# Schalt- und Gleichrichterwerk Halensee

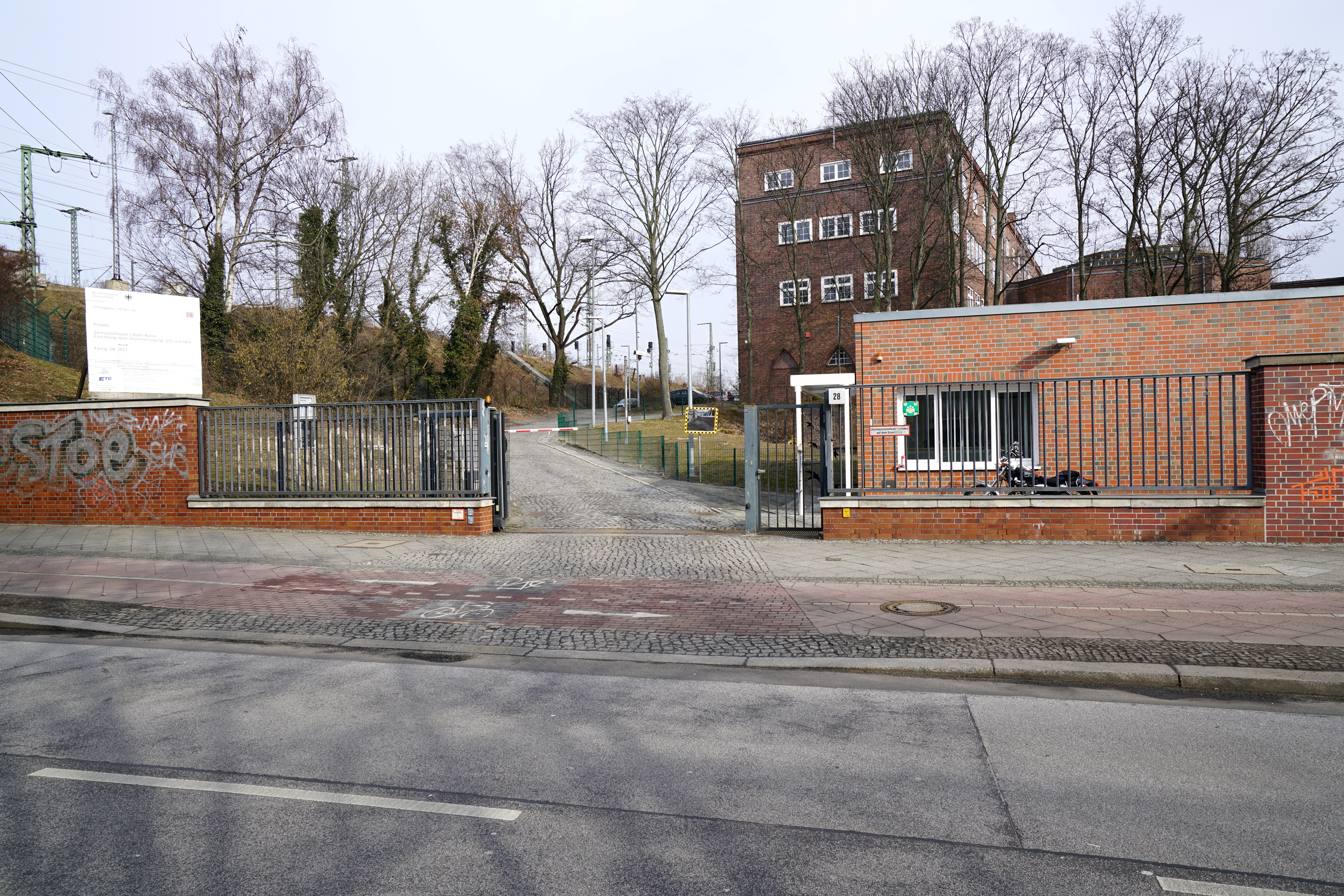
Betriebszentrale der S-Bahn, Blick von der Halenseestraße auf das Schalthaus und den Mittelbau (rechts), 2017

Das Schalt- und Gleichrichterwerk Halensee wurde ab 1927 vom Reichsbahnoberbaurat und Architekt Richard Brademann für die Einspeisung der Elektroenergie in das Berliner S-Bahn-Netz sowie für die Überwachung und Steuerung der Bahnstromversorgung der Unterwerke errichtet. Zeitgleich entstand mit dem Schalt- und Gleichrichterwerk Markgrafendamm ein Pendant in der Nähe des heutigen Bahnhofs Ostkreuz. Später kamen noch die Schaltwerke Böttgerstraße und Ebersstraße hinzu. Das Gebäude steht auf der Denkmalliste des Ortsteils Halensee.

## Geschichte
Seit der Aufnahme des Personenverkehrs auf der östlichen Ringbahn 1871 und der westlichen Ringbahn 1877 fuhr die Eisenbahn mit Dampfantrieb. Auf der Berliner Gewerbeausstellung von 1879 wurde die erste elektrisch betriebene Eisenbahn von Siemens & Halske vorgeführt. Die in Berlin zu dieser Zeit ansteigende Bevölkerungszahl sowie die sich über die Ringbahn hinaus ausdehnenden Stadt entstanden Überlegungen und Untersuchungen, das Netz der Stadt-, Ring- und Vorortbahnen zu elektrifizieren.
Ab 1899 wurden erste Kostenanschläge für den Bau und Betrieb erstellt, die aufgrund der technischen Weiterentwicklung bis 1910 durch Versuche begleitend spezifiziert und angepasst wurden. Die Vorlage zur Elektrifizierung der Berliner Stadt-, Ring- und Vorortbahnen wurde 1913 im Preußischen Abgeordnetenhaus beschlossen für die Fertigstellung der Vorbereitungsarbeiten 25 Millionen Mark (kaufkraftbereinigt in heutiger Währung: rund 164,42 Millionen Euro) bis 1918 zur Verfügung gestellt. Im Ersten Weltkrieg zwischen 1914 und 1918 kamen die Arbeiten fast vollständig zum Erliegen.

## Bauwerksbeschreibung

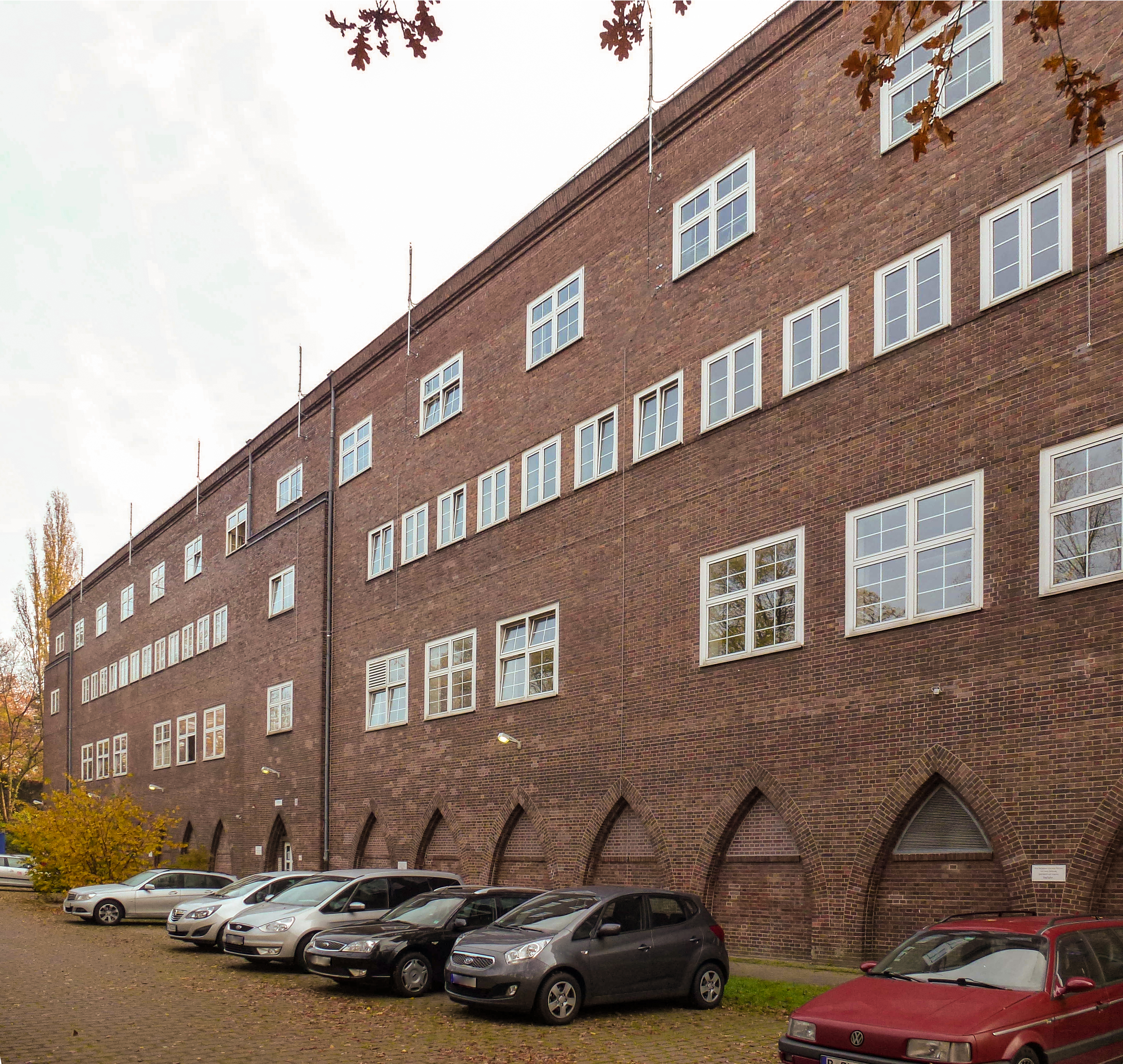
Schalthaus, 2011

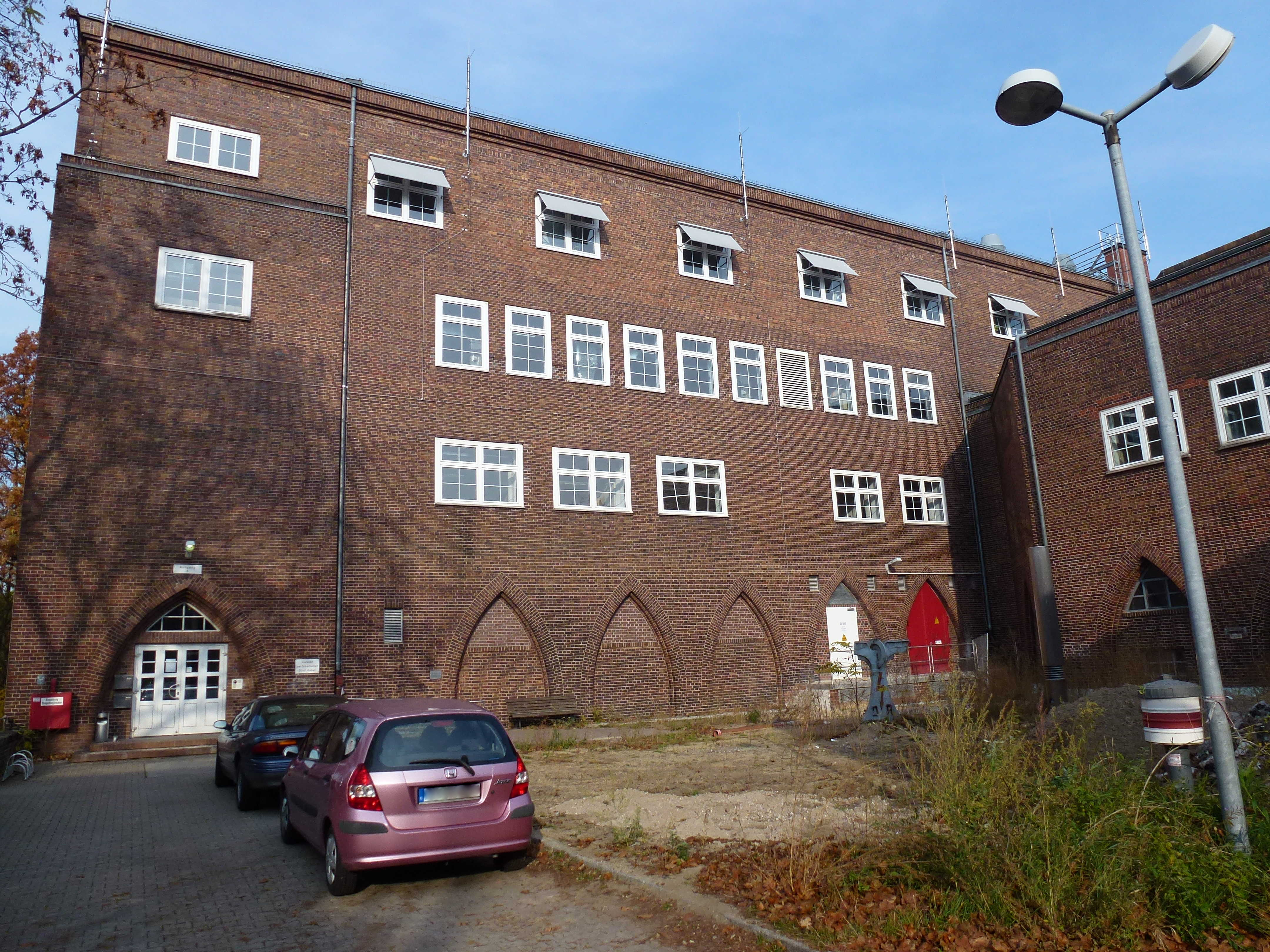
Schalthaus und Schaltwarte, 2011

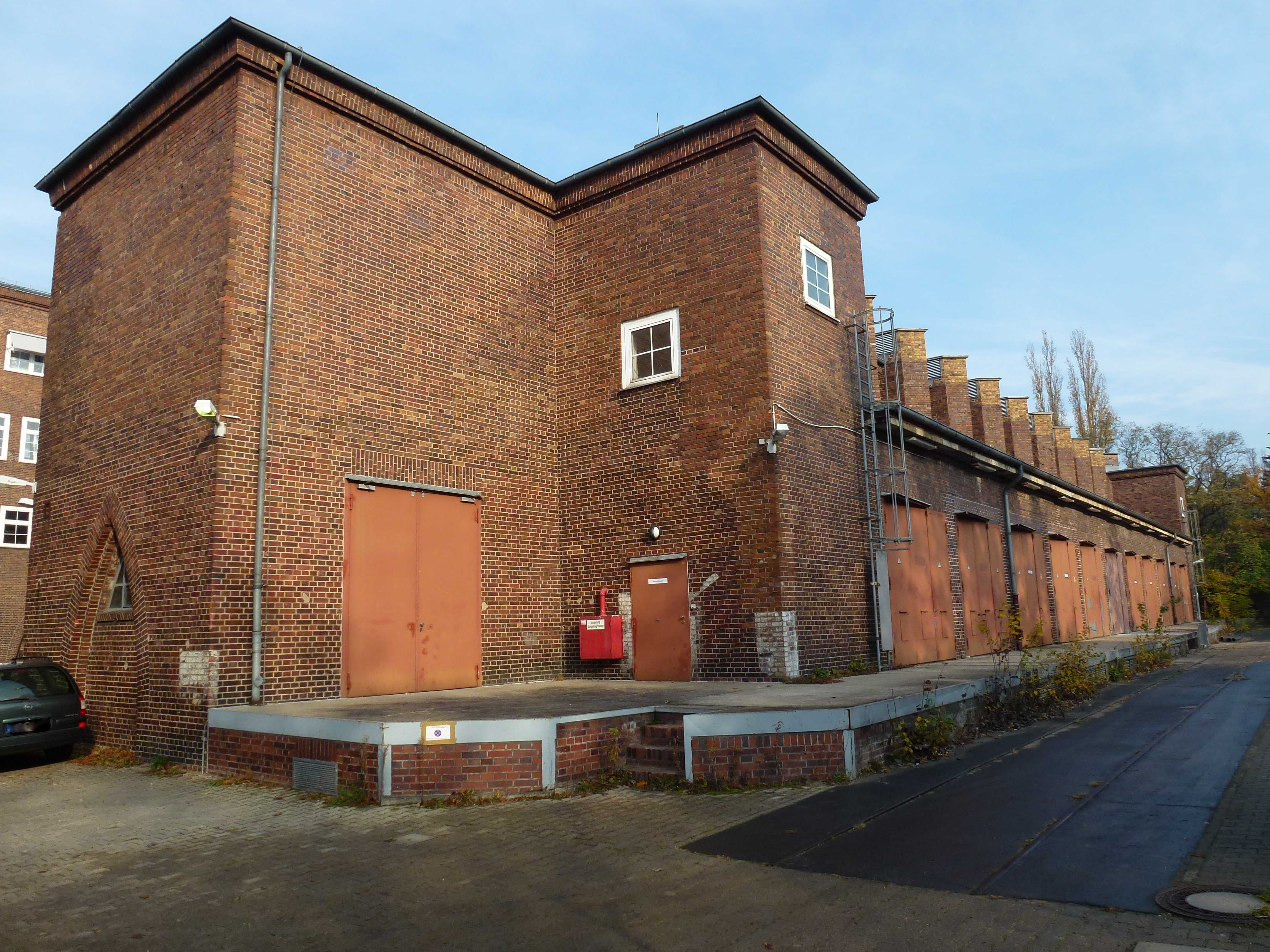
Gleichrichterwerk Halensee, 2011

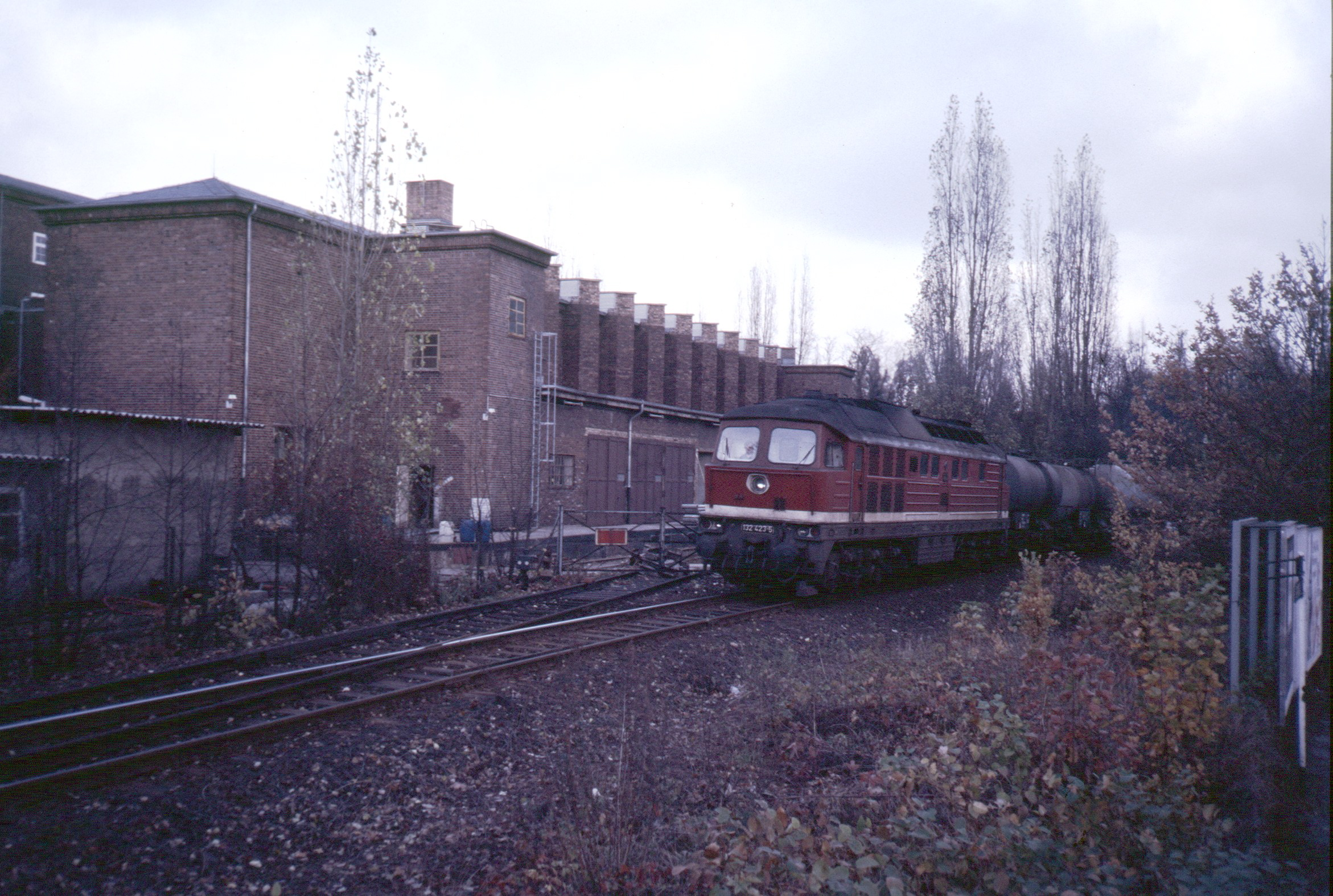
Gleichrichterwerk Halensee, 1986

Ab 1927 wurden die beiden Schalt- und Gleichrichterwerke Halensee und Markgrafendamm nach Plänen des Reichsbahnoberbaurats und Architekten Richard Brademann errichtet. Die Standortwahl fiel auf ein der Reichsbahn gehörendes Grundstück an der Verbindungskurve zwischen Ringbahn und Wetzlarer Bahn, wodurch der notwendige Gleisanschluss leicht realisiert werden konnte. Die gesamten Baukosten wurden 1912 mit 1.116.000 Mark (heute rund 7,19 Millionen Euro) für das Schaltwerk Halensee kalkuliert. Baubeginn für den teilweise mit Stahlträgern verstärkten Mauerwerksbau war am 1. April 1927. Nach rund vier Monaten war der Rohbau fertig. Ab Mitte September konnte mit dem Aufbau der elektrischen Ausrüstung begonnen werden, der bis Februar 1928 andauerte. Die offizielle Inbetriebnahme erfolgte am 9. Juni 1928, dem Tag der Aufnahme des elektrischen Betriebs auf der Stadtbahn und den anschließenden Strecken.
Die Anlage bestand aus zwei parallel angeordneten Gebäuderiegeln, die durch einen oktogonalen Mittelbau verbunden waren. Brademann betonte damit architektonisch die funktionale Gliederung der Baukörper in Hochspannungsschalthaus, Gleichrichterwerk und Wartenbau. Charakteristisch für alle drei Gebäude waren klare geometrische Formen, die symmetrische Fassadengliederung und die Anordnung von spitzbögigen Blendarkaden im Erdgeschoss. Die Innenanlagen wurden laut Brademann symmetrisch zu einer Mittelachse angeordnet. Die Fassaden der Gebäude waren rotbunt verklinkert, gegen die sich die Fenster blau und gelb absetzten. Die rot und braun gehaltenen Toren waren farblich auf die Fassaden abgestimmt.
Das fünfgeschossige Schalthaus wies je nach Geschoss eine unterschiedliche Fensteraufteilung auf, die rein gestalterischer Natur war. Die Gebäudeecken wurden durch breite Wandvorlagen, die in Höhe des zweiten Obergeschosses mit abgetreppten Backsteingesimsen enden, betont. Diese wurden über die gesamte Breite der Stirnseiten fortgeführt, wodurch das dritte Obergeschoss an diesen Seiten als Mezzanin erschien. Im Kellergeschoss liefen die an- und abgehenden Kabel zusammen. Im Erdgeschoss befanden sich die Endverschlüsse und Messwandler der Kabel, im ersten Obergeschoss die Drosselspulen. Das zweite Obergeschoss führte die Ölschalter und im dritten Obergeschoss befanden sich die 30-kV-Sammelschienen.
Das Gleichrichterwerk auf der gegenüberliegenden Seite wies im Gegensatz zum Schaltwerk eine stark gegliederte Schauseite mit bewegter Trauflinie auf. Zwischen zwei annähernd quadratischen Treppenhaustürmen waren die Transformatorzellen angeordnet. Die eng aneinander gereihten Zellentore waren durch eine auskragende Betonplatte zusammengefasst. Darüber erhoben sich dreieckige Lüftungsschächte, die der Fassade pfeilerartig vorgelagert waren und oberhalb der Trauflinie mit Aufsätzen endeten. Im Keller des dreigeschossigen Gebäudes liefen die Kabel zusammen. Im Erdgeschoss befanden sich die Gleichstromsammelschienen, die Streckenschnellschalter und Gleichrichtertransformatoren und im Obergeschoss die Gleichrichter.
Der achteckige Mittelbau mit Anbau beherbergte die Schaltwarte und die Büroräume. Der Schaltwartenraum im Obergeschoss war ellipsenförmig angelegt. An den Wandflächen befanden sich die Schalter für die ferngesteuerten Umformerwerke, mittig war ein Stellpult für den Ortsbetrieb vorgesehen. Die Wandflächen waren durch abgestufte Gesimsbänder gegliedert. Den Abschluss bildete die Glasdecke mit einem zweistufigen achteckigen Oberlicht, über die der Raum mit Tageslicht erhellt wurde. Im darunter liegenden Zwischengeschoss enthielt die Steuerkabel und Einrichtungen zur Fernsteuerung der untergeordneten Gleichrichterwerke. Das Untergeschoss nahm die Akkumulatoren für den Steuer- und Hilfsstrom auf.

## Nutzung
Der Strom wurde von zwei Anbietern bezogen, BEWAG und der EWAG. Beide teilten sich die Lieferung jeweils zur Hälfte. Die EWAG erzeugte ihren Strom in den Kraftwerken Zschornewitz und Trattendorf, die BEWAG ihren in Klingenberg. Über eine 110-kV-Leitung wurde der Strom zu den Kraft- und Umspannwerken Charlottenburg und Rummelsburg geleitet, von wo aus dieser, nach Umwandlung in 30 kV Drehstrom, in die Schaltwerke gespeist wurde. Im Regelbetrieb sollte das Schaltwerk Halensee nur von der EWAG beliefert werden. Das Schaltwerk Halensee war über acht 30-kV-Kabel mit dem Umspannwerk Charlottenburg verbunden. Ein Teil des Stroms wurde vom Schaltwerk aus in das rund 350 Kilometer lange 30-kV-Netz der Berliner S-Bahn geleitet, um die nachgeordneten Umformerwerke zu versorgen. Der andere Teil wurde vor Ort im Gleichrichterwerk Halensee auf 800 V Gleichstrom transformiert, um die anliegenden Streckenabschnitte zu speisen.
Das Schaltwerk Halensee war dem Schaltwerk Markgrafendamm als Hauptbefehlsstelle untergeordnet. Ihm wiederum waren die Unterwerke Halensee und Ebersstraße, das Schaltwerk Böttgerstraße sowie ferngesteuerten Gleichrichterwerke und Stromzuführungsanlagen auf der westlichen Ringbahn von Wilmersdorf-Friedenau bis Frankfurter Allee, sowie die westlichen Vorortstrecken nach Spandau-West, Gartenfeld, Potsdam und Stahnsdorf untergeordnet. Ferngesteuert wurden neben den genannten Vorortstrecken der Ringbahnabschnitt von Westend bis Wedding, während die anschließenden Abschnitte die Schaltwerke Böttgerstraße und Ebersstraße übernahmen.
Im Gleichrichterwerk befanden sich zunächst Quecksilberdampfgleichrichter mit 1200 kW Dauerleistung. Die Reichsbahn entschied sich, anstelle der bisher üblichen rotierenden Umformer Gleichrichter einzusetzen. In den 1930er Jahren wurden die alten Umformer durch Gleichrichter mit einer Dauerleistung von 2400 kW ersetzt. Mit einer Dauerleistung aller Gleichrichter von 208.000 kW besaß die Berliner S-Bahn zu dieser Zeit die größte Gleichrichteranlage der Welt.
Beginnend ab den 1950er Jahren wurden die teils noch örtlich besetzten Umformerwerke je nach Lage im Netz an die Schaltwerke Halensee und Markgrafendamm angeschlossen. Nachdem die Schalttafeln der Schaltwarten Böttgerstraße und Ebersstraße in den 1960er Jahren ebenfalls umgesetzt worden waren, konzentrierte sich die Steuerung der Stromversorgungsanlagen auf die beiden verbliebenen Schaltwerke. Das Gebäude wurde in den 1970er Jahren umgebaut. Nach der Übernahme der Betriebsrechte an der Berliner S-Bahn durch die Berliner Verkehrsbetriebe 1984, begannen diese in Halensee mit dem Aufbau einer Netzleitzentrale mit moderner Fernsteuerungstechnik. Durch die Zusammenführung des S-Bahn-Netzes nach der Wende und der einheitlichen Betriebsführung durch die S-Bahn Berlin GmbH wurde der Abschluss des Vorhabens obsolet. Da durch die Modernisierung der Schaltanlagen weniger Platz benötigt wurde, konnten ab Mai 1993 in den freigewordenen Räumen die Bedienplätze für die ersten elektronischen Stellwerke im S-Bahn-Netz eingerichtet werden. Am Markgrafendamm ging 1999 einer rechnergestützte Netzleitzentrale in Betrieb, in deren Folge das Schaltwerk Halensee im Jahr 2000 geschlossen wurde. Das Gleichrichterwerk blieb von diesen Maßnahmen unberührt und ist weiterhin in Betrieb. Die Schaltwarte blieb als Rückfallebene erhalten.
Nach der Schließung der Gebäude dient das Schalthaus als Standort für die elektronischen Stellwerksrechner der Betriebszentrale S-Bahn. Die Betriebszentrale (BZ) war Anfang der 1990er Jahre aus der Oberdispatcherleitung, den Dispatcherleitungen Ring und Ost und der Betriebsleitstelle der BVG hervorgegangen. Neben den Fahrdienstleitern fast sämtlicher elektronischer Stellwerke im S-Bahn-Netz versehen auch der Netzkoordinator, die Notfallleitstelle und die Bereichsdisponenten in der Betriebszentrale ihren Dienst. Mitte 2008 wurden von der BZ aus rund 50 Prozent des Streckennetzes auf neun Stellwerken gesteuert und überwacht, 2018 waren es bereits rund zwei Drittel.